# Albert Burger (Skirennläufer)
Albert Burger (* 8. Mai 1955 in Kranzegg; † 16. November 2023 in Günzburg) war ein deutscher Skirennläufer und Trainer. Er gehörte in der zweiten Hälfte der 1970er- und Anfang der 1980er-Jahre zu den besten Riesenslalomfahrern seines Landes. Burger wurde 1976 Deutscher Meister im Riesenslalom, nahm zweimal an Olympischen Spielen und weitere zweimal an Weltmeisterschaften teil. Im Skiweltcup fuhr er sechsmal unter die besten zehn.

## Biografie
Die ersten Punkte im Weltcup holte Burger am 2. März 1975 mit Rang zehn im Riesenslalom am Mount Garibaldi. Zu Beginn der Saison 1975/76 kam er in Madonna di Campiglio auf den achten Platz. Bei seinem ersten Großereignis, den Olympischen Winterspielen 1976 in Innsbruck erreichte er im Riesenslalom als bester Deutscher den zehnten Rang und im Slalom belegte er Platz 15. Am 5. März 1976 gelang ihm sein bestes Weltcupergebnis überhaupt, als er im Riesenslalom von Copper Mountain den fünften Platz erreichte. Mit einem weiteren Top-Ten-Resultat in Mont Sainte-Anne kam er auf den zwölften Rang im Riesenslalomweltcup. Im Winter 1976 wurde er auch Deutscher Meister in dieser Disziplin.
In den nächsten beiden Saisonen kam Burger im Weltcup nie unter die besten zehn. Bei den Weltmeisterschaften 1978 in Garmisch-Partenkirchen belegte er, wieder als bester Deutscher, den 19. Rang im Riesenslalom. Nach fast drei punktelosen Jahren kam Burger am 7. Januar 1979 mit Rang neun im Riesenslalom von Courchevel wieder in die Weltcuppunkteränge. In der Saison 1979/80 war sein bestes Resultat der sechste Platz im Riesenslalom von Adelboden. Bei den Olympischen Winterspielen 1980 in Lake Placid kam er im Riesenslalom auf Rang 20, im Slalom schied er jedoch im zweiten Durchgang aus.
Am Ende der Saison 1980/81 holte Burger mit Rang 12 im Riesenslalom von Laax zum letzten Mal Weltcuppunkte. Im folgenden Winter kam er nicht mehr unter die besten 15. Bei seinem letzten Großereignis, den Weltmeisterschaften 1982 in Schladming fiel er bereits im ersten Durchgang des Riesenslaloms aus. Nach der Saison 1981/82 beendete Burger seine aktive Karriere. Später gehörte er zum Trainerstab des Deutschen Skiverbandes. Er war Trainer Alpin im Trainerstab des Zoll-Ski-Teams.

## Erfolge

### Olympische Winterspiele
- Innsbruck 1976: 10. Riesenslalom, 15. Slalom
- Lake Placid 1980: 20. Riesenslalom

### Weltmeisterschaften
- Innsbruck 1976 : 10. Riesenslalom, 15. Slalom
- Garmisch-Partenkirchen 1978: 19. Riesenslalom
- Lake Placid 1980 : 20. Riesenslalom

### Weltcup
- Sechs Platzierungen unter den besten zehn

### Deutsche Meisterschaften
- Deutscher Meister im Riesenslalom 1976